# کشمیر (نقاشی)
کشمیر (فرانسوی: cachemire‎) یا ترمه، یک نقاشی رنگ روغن از هنرمند آمریکایی و طراح پرتره برجسته جان سینگر سارجنت است که در سال ۱۹۰۸ تکمیل گردید، این نقاشی بر پایهٔ سبک ژانر نقاشی رئالیسم طراحی گردیده است. ابعاد این نقاشی هنرمند، ۷۱٫۱ در ۱۰۹٫۲ سانتی‌متر می‌باشد. در سال ۱۹۹۶ اعلام گردید که این اثر سارجنت در حراجی ساتبیز لندن با مبلغ ۱۱/۱ میلیون دلار به فروش رسیده‌است. تخمین و برآورد قیمت اولیه نقاشی بین ۵ تا ۷ میلیون دلار اعلام گردیده بود. مبلغ پرداختی در آن مقطع برای یک اثر از نقاشان آمریکایی به عنوان یک رکورد محسوب می‌گردید. تا پیش از فروش این اثر سارجنت، رکورد پرفروش‌ترین اثر آمریکایی در تملک نقاشی خانه‌ای بر روی دریاچه اثر فردریک ادوین چرچ با مبلغ ۸/۲۵ میلیون دلار و مربوط به سال ۱۹۸۹ میلادی بود. تا پیش از فروش تابلوی کشمیر، پرفروش‌ترین اثر سارجنت تابلوی نقاشی رقصندهٔ اسپانیایی بود که در سال ۱۹۹۴ با مبلغ ۷/۶ میلیون دلار به فروش رسیده بود. در طول حراجی، خریدار اثر شخص ناشناسی ذکر گردید و این نقاشی امروزه در یک مجموعهٔ خصوصی قرار دارد.

## شرح
این نقاشی نمایانگر خواهرزادهٔ سارجنت، رین اورموند می‌باشد که یک شال کشمیری را به تن دارد در حالی که در ۷ حالت مختلف از او طراحی گردیده است. رین در زمان طراحی نقاشی ۱۱ ساله بود و سارجنت به هنگامی که در تعطیلات کوه‌های آلپ ایتالیا بود این اثر هنری را خلق کرد.